# Llanos de Tepoxtepec
Llanos de Tepoxtepec är en ort i Mexiko.   Den ligger i kommunen Chilpancingo de los Bravo och delstaten Guerrero, i den södra delen av landet, 220 km söder om huvudstaden Mexico City. Llanos de Tepoxtepec ligger 2 334 meter över havet och antalet invånare är 160.
Terrängen runt Llanos de Tepoxtepec är kuperad österut, men västerut är den bergig. Runt Llanos de Tepoxtepec är det ganska tätbefolkat, med 120 invånare per kvadratkilometer. Närmaste större samhälle är Chilpancingo de los Bravo, 8,6 km norr om Llanos de Tepoxtepec. I omgivningarna runt Llanos de Tepoxtepec växer huvudsakligen savannskog.